# Los verdes campos del Edén
Los verdes campos del Edén es una obra de teatro de Antonio Gala, estrenada el 20 de diciembre de 1963 en el Teatro María Guerrero de Madrid.

## Argumento
A una pequeña ciudad llega un vagabundo de nombre Juan en busca del panteón de su abuelo, único lugar a cuya tierra cree pertenecer. Juan convierte el panteón en su morada, burlando a las autoridades y con la aquiescencia del guarda del cementerio. El día de Navidad invita a todos los desarraigados que ha conocido en su periplo para que compartan con él en el panteón unas horas de felicidad. Sin embargo, el jaleo provocado alerta a las autoridades y Juan es finalmente detenido.

## Representaciones destacadas
- Teatro (Estreno, 1963). Dirección: José Luis Alonso. Intérpretes: José Bódalo (Juan), Antonio Ferrandis, Amelia de la Torre, Rosario García Ortega, Margarita García Ortega, Julieta Serrano, Rafaela Aparicio, Alfredo Landa, José Vivó.

- Televisión (Estudio 1, TVE, 1967). Intérpretes:  José Bódalo, Antonio Ferrandis, Amelia de la Torre, María José Alfonso, María Luisa Ponte, Joaquín Pamplona, Erasmo Pascual.

- Televisión (Teatro de siempre, TVE, 1969). Dirección: Jaime Azpilicueta. Intérpretes: Fernando Delgado, Mercedes Prendes, Ramón Corroto, Charo Soriano, Enriqueta Carballeira, Josefina de la Torre, José Vivó.

- Teatro (Teatro María Guerrero, Madrid, 2004). Dirección: Antonio Mercero. Intérpretes: Joan Crosas, Chema de Miguel Bilbao, Lola Cardona, Rubén Ochandiano, Fernando Ransanz, Tomás Sáez y Marisol Ayuso.

## Premios
- Premio Nacional de Teatro Calderón de la Barca